# Gejlå Bro

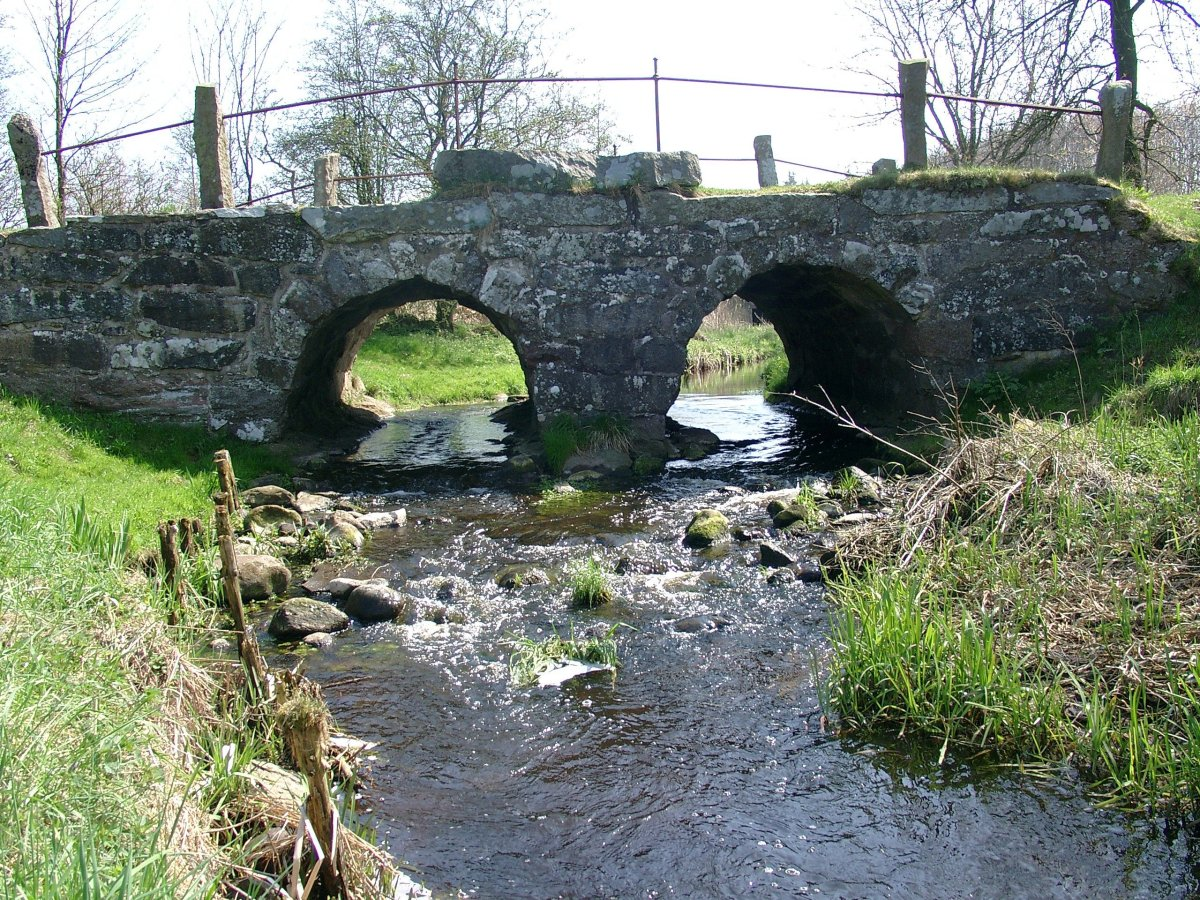
Gejlå Bro

Gejlå Bro (deutsch Gehlau-Brücke) ist eine der wenigen erhaltenen Steinbrücken entlang des alten Ochsenweges, auch Heerweg genannt (dänisch Hærvejen) in Sønderjylland, dem historischen Nordschleswig. Sie gilt als die schönste und romantischste Steinbrücke Dänemarks.
Die Brücke hat ihren Namen von den Flüsschen Gejl Å (deutsch Gehlau oder Geilau), das sie im gleichnamigen Dorf überspannt. Ort und Brücke liegen heute in der heutigen Gemeinde Bov (deutsch Bau) der Kommune Åbenrå (deutsch Kommune Apenrade).

## Geschichte
Schon in der Bronzezeit (1800–500 v. Chr.) gab es eine mit Steinen befestigte Furt über den Fluss Gejlå, die zu Fuß oder mit dem Pferd passiert wurde. Die erste Brücke wurde in der Zeit zwischen 750 und 1050 errichtet. Die erste schriftliche Erwähnung der Gejlå Bro stammt aus dem Jahr 1660 und bezieht sich auf eine Holzbrücke, die von dem Hausvogt J. Møller aus Flensburg gebaut wurde. Aufgrund ihrer kurzen Lebensdauer musste man bald wieder die steinerne Furt nutzen. Im Jahr 1765 wurde eine erste Steinbrücke aus solidem Naturstein errichtet.
Die heutige Brücke wurde von Thomas Fries aus Flensburg errichtet und am 21. August 1818 eingeweiht. Sein Name ist auch in einem der Geländersteine verewigt. Die Baukosten betrugen insgesamt 3030,- Mark, davon entfielen 530,- Mark auf den Arbeitslohn. Baumeister Thomas Fries gab eine „Garantie“ von zehn Jahren auf sein Bauwerk. Einige flache Steine unter der Brücke sollen die Reste der alten Furt sein.

## Konstruktion
Die Gejlå Bro ist eine „Steinbalkenbrücke“ aus behauenen Natursteinen mit einem Doppelbogen. Die Brücke ist eine selbsttragende Rundbogenbrücke, bei der die einzelnen Steine sorgfältig leicht keilförmig zurechtgehauen sind und an denen man bei genauem Hinsehen auch noch die Meißelspuren erkennen kann. Darüber hinaus wurde massiv Mörtel beim Bau eingesetzt.

## Standort und Bedeutung
Die Brücke steht unmittelbar nördlich des ab 1881 künstlich angelegten Nutzwaldes Bommerlund Plantage und ist Teil des Ochsenweges, ein alter Pilger- und Handelsweg auf der Kimbrische Halbinsel von Viborg über Flensburg bis nach Hamburg. Auf dem Ochsenweg wurde gemästetes Vieh aus dem Norden zu den Märkten im Süden getrieben. Südlich der Brücke stand der Bommerlund Kro, in dem Peter Schwennesen eine Gastwirtschaft betrieb. Der Schankwirt erhielt 1760 durch einen verwundeten französischen Soldaten hier als Dank für seine Pflege und Genesung das Rezept für den Aquavit Bommerlunder. Heute steht an der Stelle der im Jahr 1900 abgebrochenen Wirtschaft seit 1960 ein Gedenkstein.
Durch den Straßenbau im 20. Jahrhundert hat die Bedeutung stark nachgelassen. Seit 1998 wird die Route überwiegend als ausgewiesener Radfernweg der Pilgerroute (D7) genutzt.

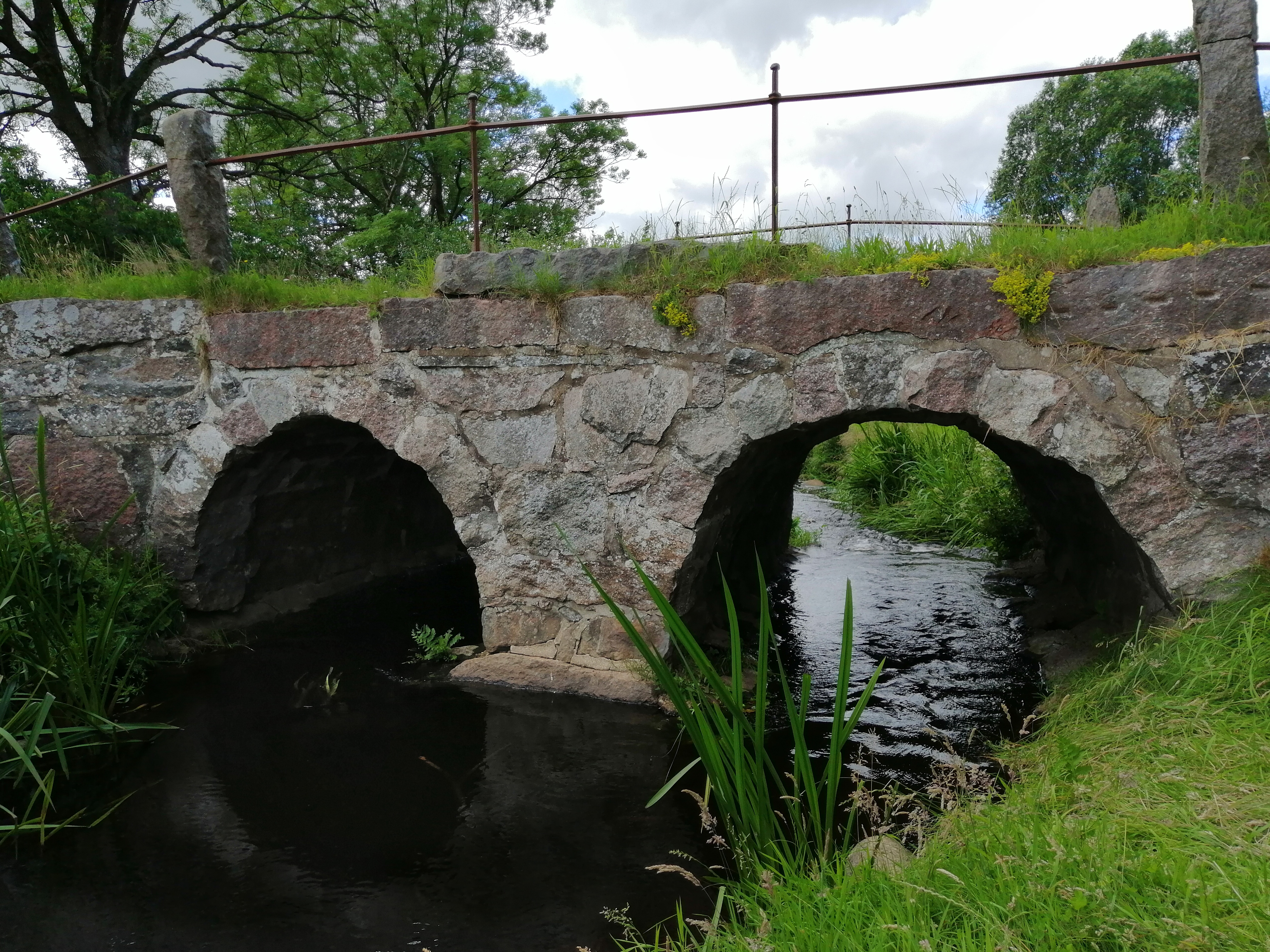
Gejlå Bro, Westseite
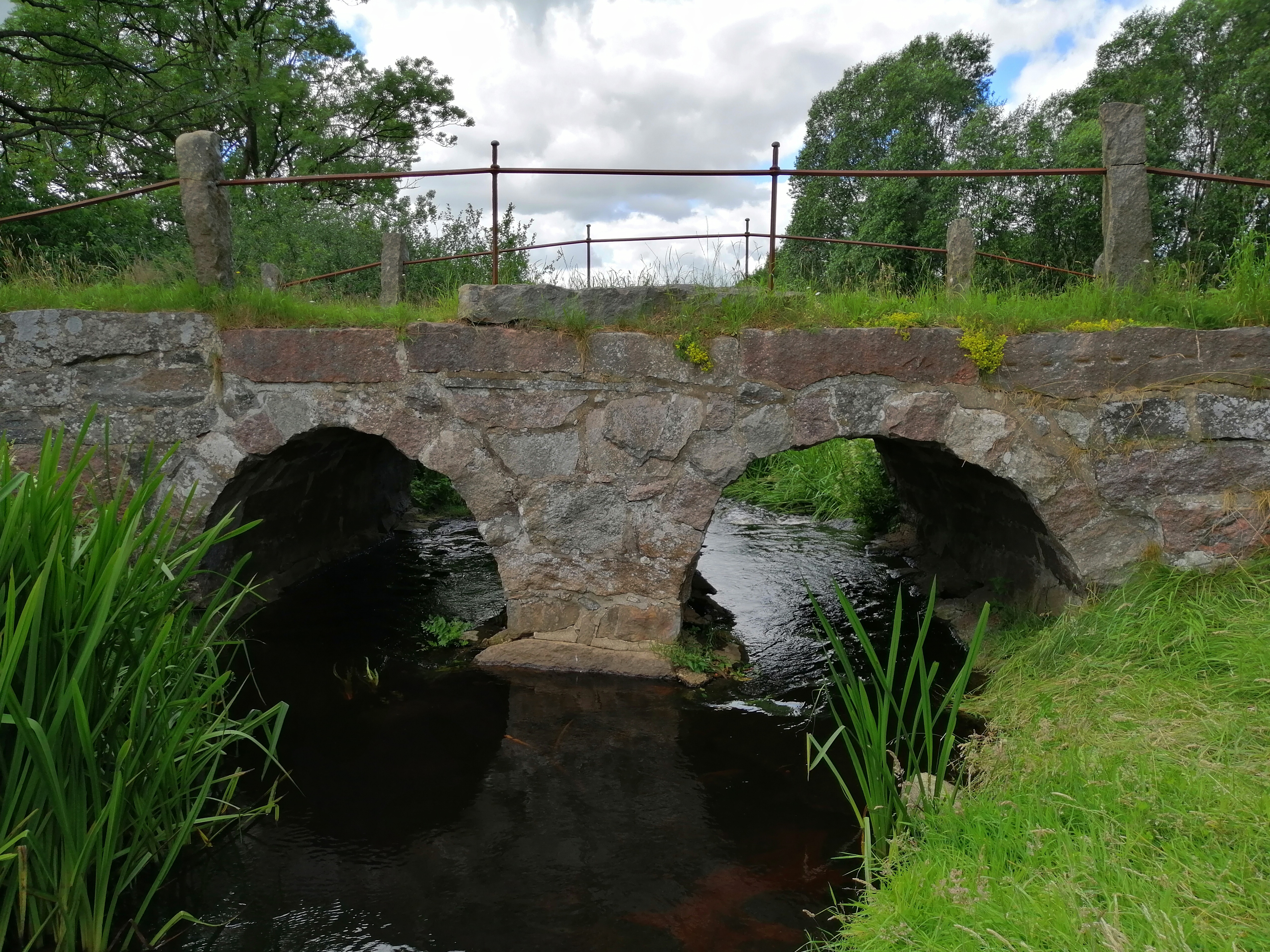
Gejlå Bro, Ostseite
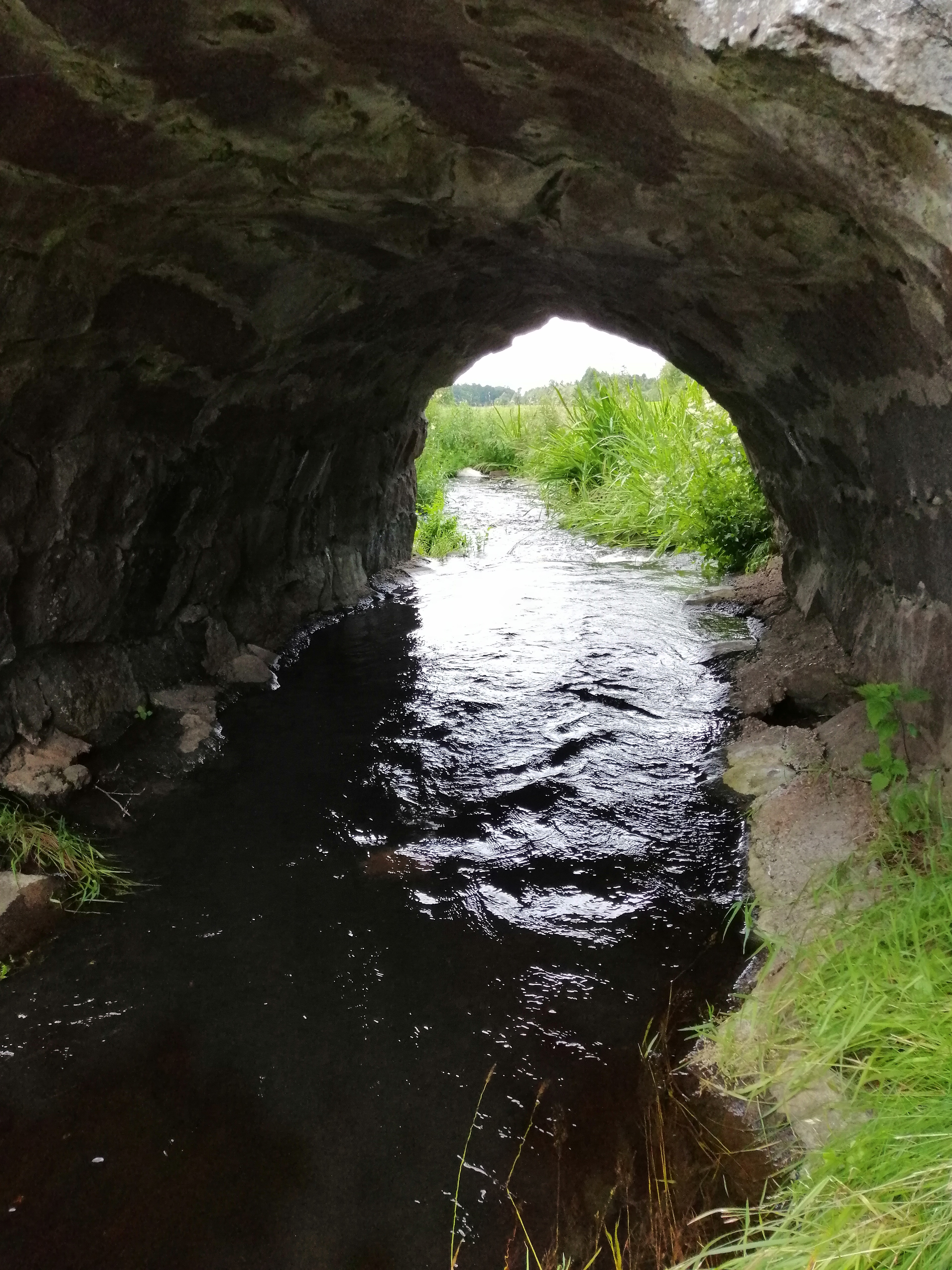
Gejlå Bro, Brückenbogen
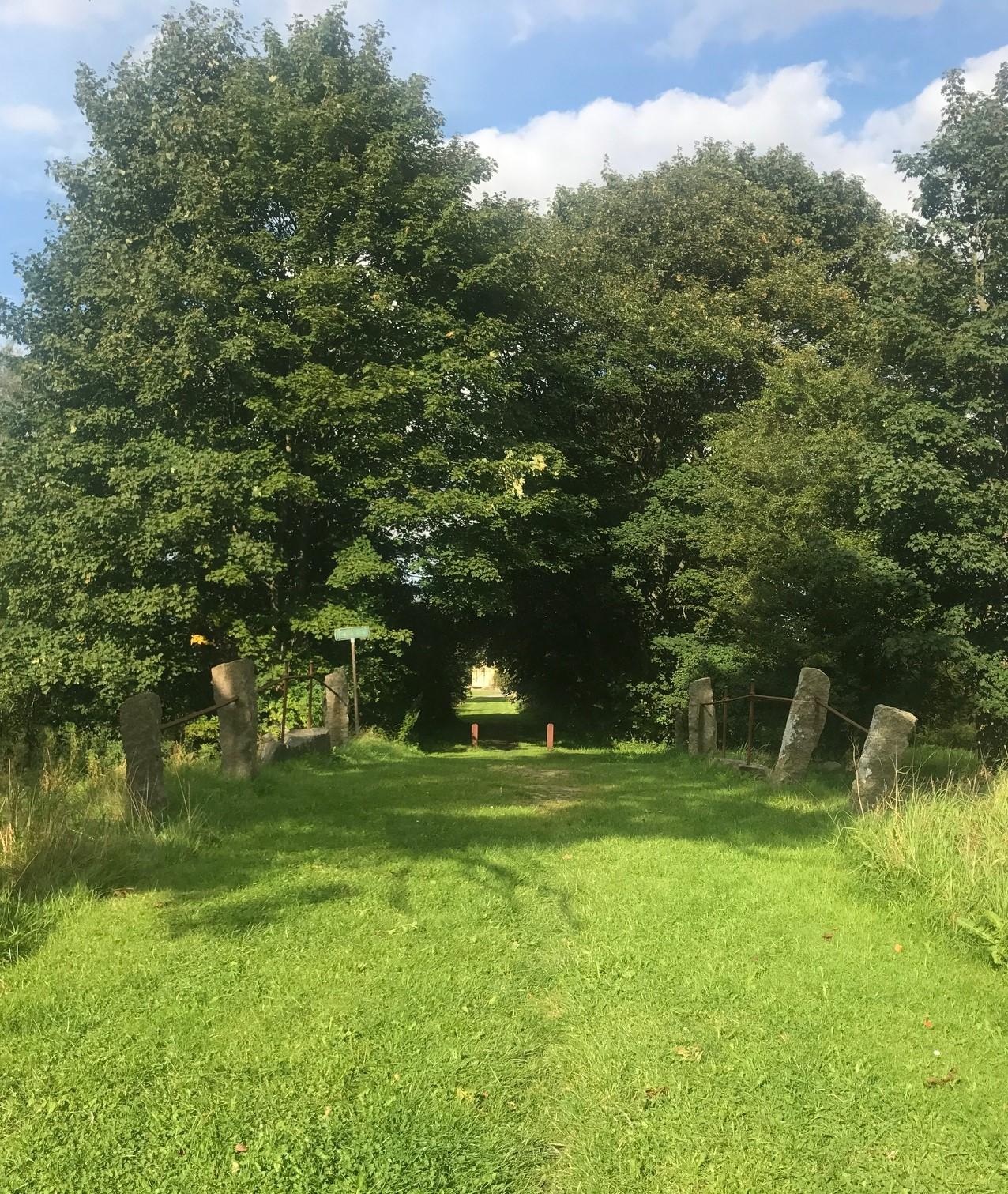
Der Ochsenweg quert die Gejlå Bro
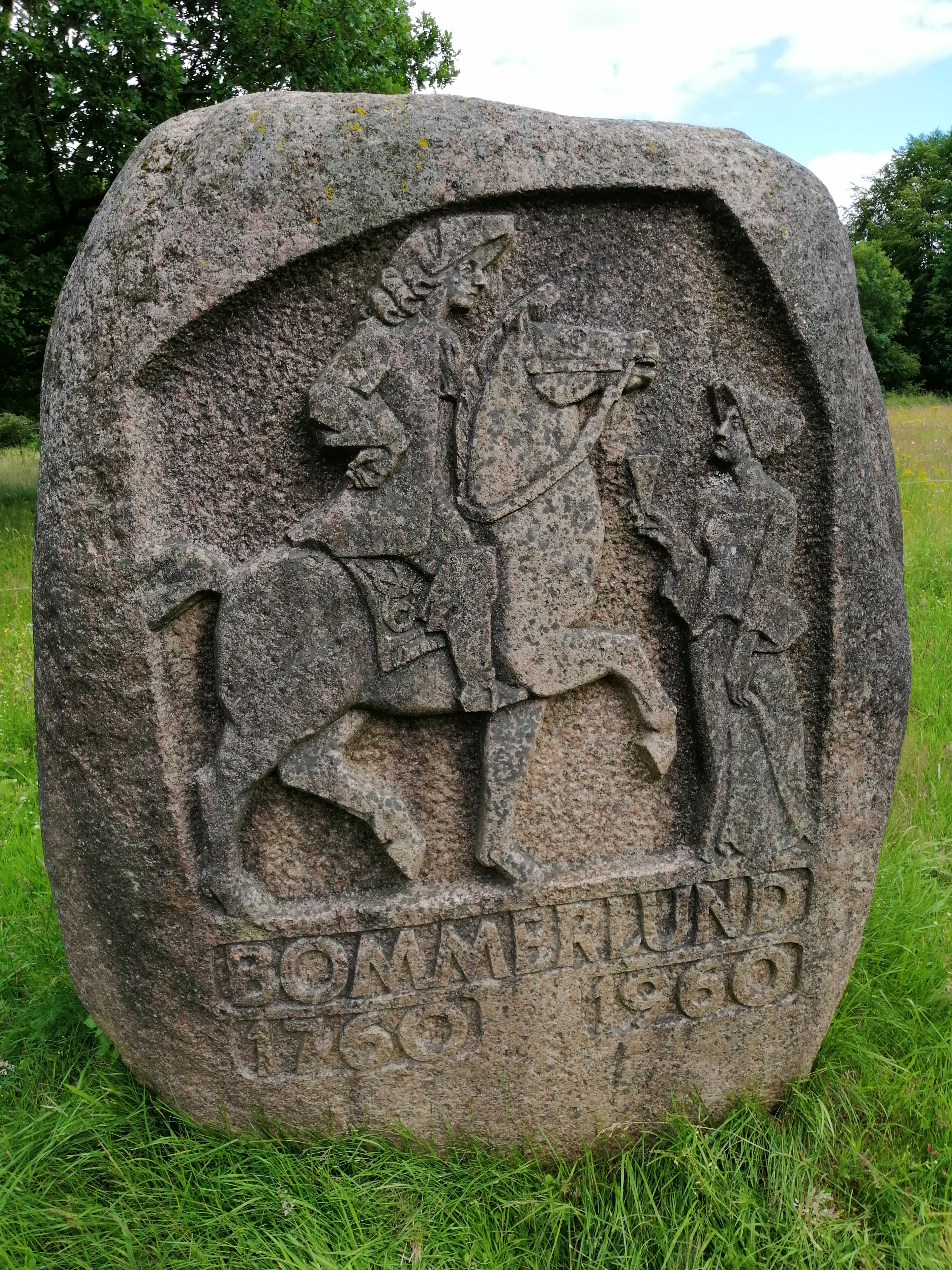
Bommerlund Kro Gedenkstein